# Wilson Kipketer
Wilson Kosgei Kipketer (* 12. prosince 1972, Kapchemoiywo) je bývalý vrcholový atlet, běžec, který se věnoval středním tratím. Jeho hlavní disciplínou byl běh na 800 metrů.
Kipketer je původem Keňan, od roku 1995 však reprezentoval Dánsko, tedy zemi, kde začal v roce 1990 studovat a kde se také oženil. V současnosti stále drží časem 1:42,67 min. halový světový rekord na trati 800 metrů, a čtvrtý nejrychlejší čas venku (1:41,11 min.). Kromě toho je také držitelem halového světového rekordu v běhu na 1000 metrů (2:14,96 min). Celkově čtyřikrát zaběhl osmistovku na dráze pod 1:42 minuty. Čtyřikrát se totéž povedlo také Davidu Rudishovi.
Kipketer nezískal ani jednu zlatou olympijskou medaili (zejména v Atlantě 1996 ji mohl získat, ale nesměl startovat kvůli změně občanství). V roce 2000 na olympiádě v australském Sydney získal stříbro, když ve finále prohrál o šest setin s Němcem Nilsem Schumannem a o čtyři roky později na letních olympijských hrách v Athénách vybojoval bronz. Třikrát v řadě se stal mistrem světa, je také halovým mistrem světa a v roce 2002 se stal v Mnichově mistrem Evropy.
Celou dobu jeho závodní kariéry byl jeho trenérem Polák Slawomir Nowak. Kipketer ukončil aktivní kariéru v roce 2005, byť chtěl startovat také na ME v atletice 2006 v Göteborgu.
V roce 1997 se stal vítězem ankety Atlet Evropy i Atlet světa.

## Osobní rekordy
Dráha
- 800 m - 1:41,11 min - 24. srpen 1997, Kolín nad Rýnem - Současný evropský rekord
- 1000 m - 2:16,29 min - 23. srpen 1995, Kodaň
- 1 míle - 3:59,57 min - 5. červenec 1993, Stockholm

Hala
- 800 m - 1:42,67 min - 9. březen 1997, Paříž -  Současný světový rekord a Současný evropský rekord
- 1000 m - 2:14,96 min - 20. února 2000, Birmingham